# Distância radial
Na geometria, distância radial, geralmente denotada r, é um sistema de coordenadas polares em  (r, θ). Basicamente, a distância radial é a distância escalar euclidiana entre um ponto e a origem do sistema de coordenadas.

## Distância de dois pontos em coordenadas polares
A distância d entre dois pontos P1 e P2, com as coordenadas polares (r1, θ1) e (r2, θ2) é dada pela fórmula de distância polar:
{\displaystyle d={\sqrt {r_{1}^{2}+r_{2}^{2}-2r_{1}r_{2}\cos(\theta _{2}-\theta _{1})}}.\,}
Esta fórmula é derivada da lei dos cossenos, aplicada ao triângulo P1OP2 no qual dois lados têm comprimentos r1 and r2 e o ângulo incluído é θ1 − θ2.